# Mdimba Mpelepele
Mdimba Mpelepele (auch Mdimba Mpelempele) ist ein Verwaltungsbezirk (englisch Ward) des Distrikts Newala in der tansanischen Region Mtwara.

## Geografie
Mdimba Mpelepele liegt im Südosten von Tansania etwa 20 Kilometer Luftlinie nördlich der Distrikthauptstadt Newala. Der Bezirk grenzt im Norden an Mpwapwa und Mchemo, im Osten an Mtunguru,  im Südosten an Mkwedu, im Süden an Mkulung'ulu und Makonga und im Westen an Chitekete und Malatu. Bei der Volkszählung 2022 lebten 4162 Menschen in 1336 Haushalten auf einer Fläche von 35 Quadratkilometern.

## Gliederung
Der Bezirk besteht aus vier Gemeinden (Mtaa) mit 15 Orten (Kitongoji):
| Mdimba - Chitama - Majengo - Barabarani | Ngalu - Dodoma - Newala - Kitangari | Minjale - Mduhe - Minjale A - Minjale B - Chikunda - Chikwaya - Mmovo - Msalabani | Chitenda - Chitenda - Maputo |

## Infrastruktur
- Bildung: Die Mpelepele Secondary School ist eine staatliche weiterführende Tagesschule. Sie bildet Jugendliche bis zur 4. Stufe aus.[8]
- Verkehr: Durch den Bezirk verläuft die teilweise asphaltierte Regionalstraße von Newala nach Norden zur Nationalstraße T6.[9]